# L'Asile
Pour les articles homonymes, voir Asylum.
L'Asile (titre original : Asylum) est un roman britannique de Patrick McGrath paru en 1996.
L'histoire semble relativement simple : Stella, l'épouse d'un psychiatre, médecin-chef dans un hôpital, s'éprend d'un malade, Edgar Stark, sculpteur obsessionnel, séduisant et séducteur. La passion va dévorer et détruire les deux personnages et leur entourage.
Mais le roman révèle un parti pris d'écriture spécifique. La narration est dévolue à un témoin, un psychiatre de l'hôpital, Peter Cleave, et de ce choix narratif dépend toute la tension, qui va crescendo. Qui est ce témoin, au fond ? Quel rôle a-t-il joué ? Pourquoi est-ce lui qui raconte ce qui s'est passé ? Ou plutôt, pourquoi est-ce lui qui raconte ce que Stella lui a raconté (enchâssement de narration qui est en accord avec le sujet même du roman, la maladie mentale) ? Les événements se déroulent sur une année, entre deux bals de l'hôpital, où sont invités les malades qui peuvent paraître en public.
Tout au long du livre sont disséminés des indices, des prolepses qui, tout en restant assez mystérieux pour ne rien dévoiler, attisent la curiosité et obligent sans cesse à une lecture à la fois rétrospective et prospective.
Ce roman peut faire penser à Zola : le regard est froid, le style détaché pour rendre compte des tourments et des emportements humains les plus redoutables. Mais quelquefois, ce style perd son objectivité clinique et ce sont les descriptions des décors qui donnent une idée de ce qui se joue à l'intérieur des âmes : « De profondes crevasses s'offraient soudain au regard, des ravines qui plongeaient abruptement en contrebas de la route et formaient des flaques profondes d'eau stagnante ; la surface semblait noire, épaisse et maléfique, à cause des touffes d'herbe et des branches basses qui s'y reflétaient. Stella détestait cela... ».
Perdu dans ces méandres psychologiques, le lecteur en arrive à douter des propos du narrateur, devenu peu fiable, si bien qu'il finit par se retrouver devant une interrogation inquiétante : qui est fou ? Lui, elle, ou... moi ?

## Adaptation
David Mackenzie en a tiré un film en 2005.
Y compris le réalisateur français Olivier Chateau avec un thriller réussit du nom de ASYLUM dont la sortie en salles est programmée en 2008.

## Édition française
L'Asile, éditions Gallimard, Folio, 2004,  (ISBN 2070406261)